# Joaquín Peribáñez Peiró
Joaquín Peribáñez Peiró   (Burbáguena, 31 de gener de 1959) és un polític del Partido Aragonés. Actualment és alcalde del municipi de Burbáguena de la comarca del Jiloca a la Província de Terol a l'Aragó. Anteriorment va ser alcalde del municipi de Calamocha a la comarca del Jiloca província de Terol a l'Aragó.